# Mitzeee Miniver
Anne "Mitzeee" Minniver es un personaje ficticio de la serie de televisión británica Hollyoaks, interpretada por la actriz Rachel Shenton del 23 de julio de 2010, hasta el 15 de febrero de 2013.

## Antecedentes
Mitzeee creció con su madre Trish Minniver, una madre soltera. Más tarde supo que una de sus primas, Heidi Blissett le robó el novio a su madre, Carl Costello; para vengarse en nombre de su madre Mitzeee rastreó al hombre hasta Hollyoaks y terminó acostándose con él, seduciéndolo en cada momento que tuviera. 

## Biografía
En febrero del 2013 Mitzeee descubre que está embarazada de Riley y que tiene cinco meses. Poco después Mitzeee asiste a una entrevista en vivo con Eamonn Holmes y mientras Carl se prepara para matar a Simon Walker por haber asesinado a Riley, Mitzeee le dice que está embarazada de Riley lo que deja encantado a Carl. Mitzeee logra convencer a Carl de que no mate a Simon y poco después Mitzeee, Carl y Bobby se van a California, Estados Unidos para reunirse con Seth y Jason.